# Часникове морозиво

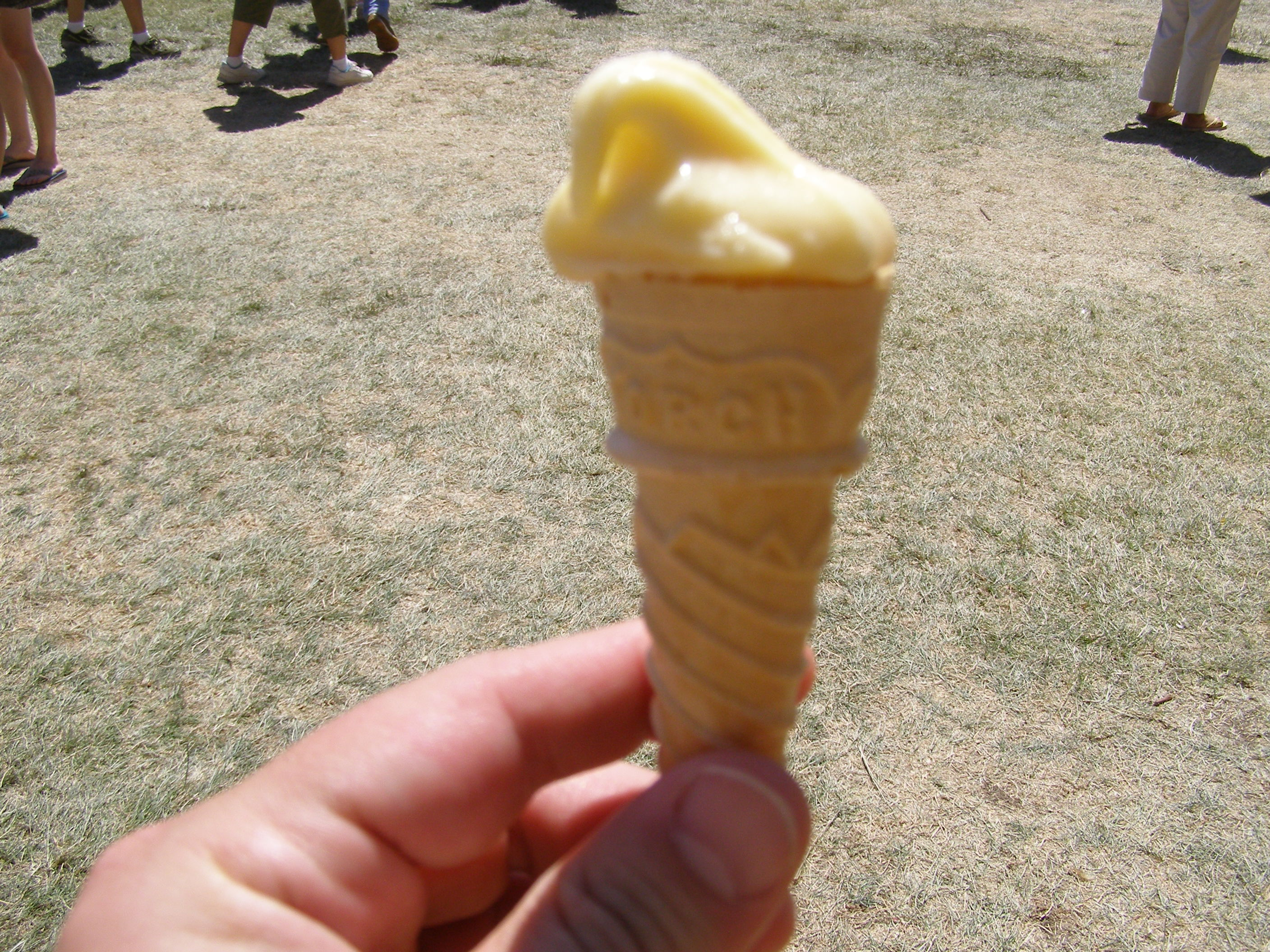
Ріжок морозива з часником

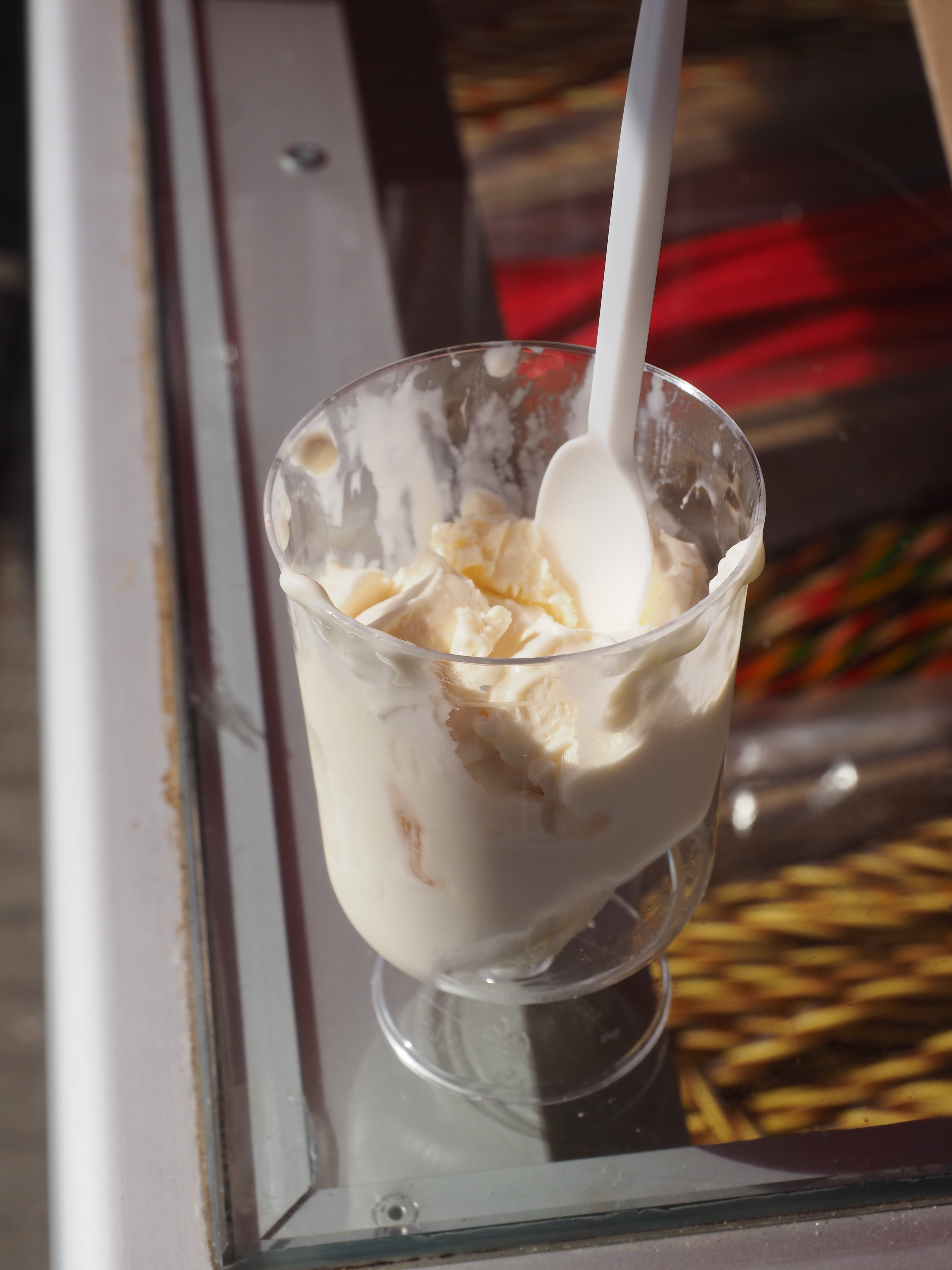
Часникове морозиво, яке подають на щорічному фестивалі часнику в Кераві, Фінляндія.

Часникове морозиво — смак морозива з ванілі або меду та вершків як основи, до якої додають часник. Його було представлено на багатьох фестивалях часнику, зокрема на фестивалі часнику в Гілрої, Каліфорнія.

## Приготування та опис
Згідно з рецептом ресторану The Stinking Rose, розташованого в Сан-Франциско та відомого тим, що додає часник до всіх своїх страв, часникове морозиво — це, по суті, ванільне морозиво з часником. Скандинавський ресторан Garlic & Shots, розташований у Седермальмі, пропонує часникове морозиво, яке по суті є поєднанням медового морозива та часнику. Часникове морозиво має пікантний смак.

## Сприймання
Дегустатори часникового морозива на фестивалі часнику та мистецтв у Північному Кваббіні 2012 року позитивно відгукнулися про смак морозива, один із них зазначив, що воно «дійсно вершкове, з ледь помітним смаком, але відчувається часниковий смак».

## Фестивалі

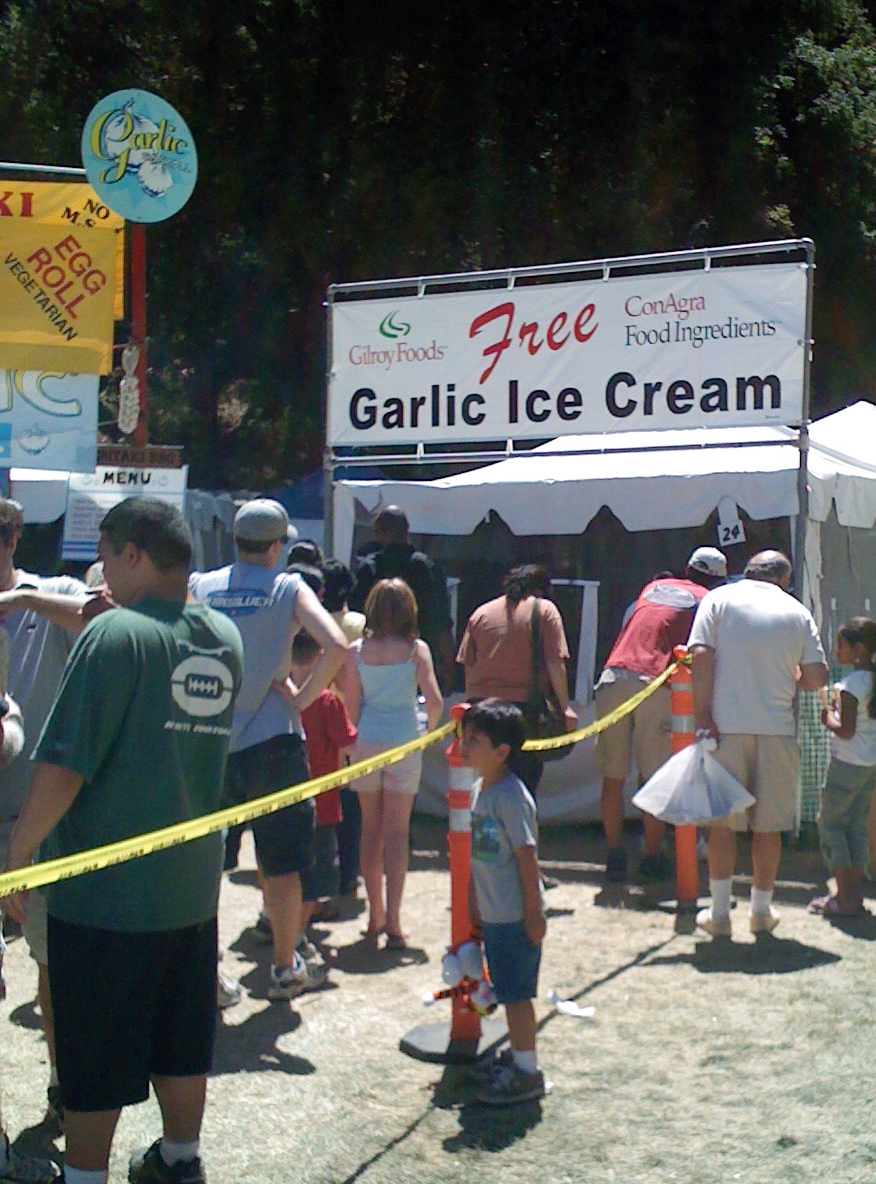
Часникове морозиво на фестивалі часнику в Гілрої 2007 року в Гілрої, Каліфорнія

Часникове морозиво було основною стравою на кількох часникових конвенціях. Прикладами є Фестиваль часнику в Ітаці 1986 року в Ітаці, штат Нью-Йорк та Фестиваль часнику в Гілрої, на якому часникове морозиво було однією з основних страв з часнику кілька разів, зокрема у 2000 та 2005 роках. Його також демонстрували на Фестивалі часнику в Торонто 2011 року в Торонто, Канада, та на Фестивалі часнику та мистецтв Північного Квабіну 2012 року на фермі Форстера в Оранджі, штат Массачусетс.

## Додаткова інформація
- Zimmern, A. (2012). Andrew Zimmern's Field Guide to Exceptionally Weird, Wild, and Wonderful Foods: An Intrepid Eater's Digest. Feiwel & Friends. с. 77. ISBN 978-0-312-60661-9. Процитовано 21 червня 2017.